# 유르고르덴 IF (여자)

유르고르덴 IF 담(스웨덴어: Djurgårdens IF Dam)은 스웨덴의 수도 스톡홀름을 연고로 하는, 유르고르덴 IF 산하 여자 축구 클럽이다. 2003년에 설립되었으며, 2007년까지 유르고르덴/엘브셰(Djurgården/Älvsjö)라는 이름을 사용했다. 현재 스웨덴 여자 축구 최상위 리그인 다말스벤스칸에 참가하고 있다.

## 성적
- 다말스벤스칸 2회 우승 (2003, 2004), 3회 준우승 (1991, 2006, 2007)
- 엘리테탄 1회 준우승 (2015)
- 디비시온 1 다메르 노라 2회 우승 (1998, 1996), 1회 준우승 (1995)
- 여자 스벤스칸 쿠펜 3회 우승 (1999-2000, 2004, 2005), 3회 준우승 (1998-99, 2001, 2010)
- UEFA 여자 챔피언스리그 1회 준우승 (2005)

## 역대 감독
| 감독            | 임기        |
| --------------- | ----------- |
| 토마스 덴네르뷔 | 2003 ~ 2004 |